# Březina (Hradec Králové)
Březina é uma comuna checa localizada na região de Hradec Králové, distrito de Jičín‎.